# 播州山崎花菖蒲園
播州山崎花菖蒲園（ばんしゅうやまさきはなしょうぶえん）は兵庫県宍粟市山崎町高所に所在する庭園である。

## 概要

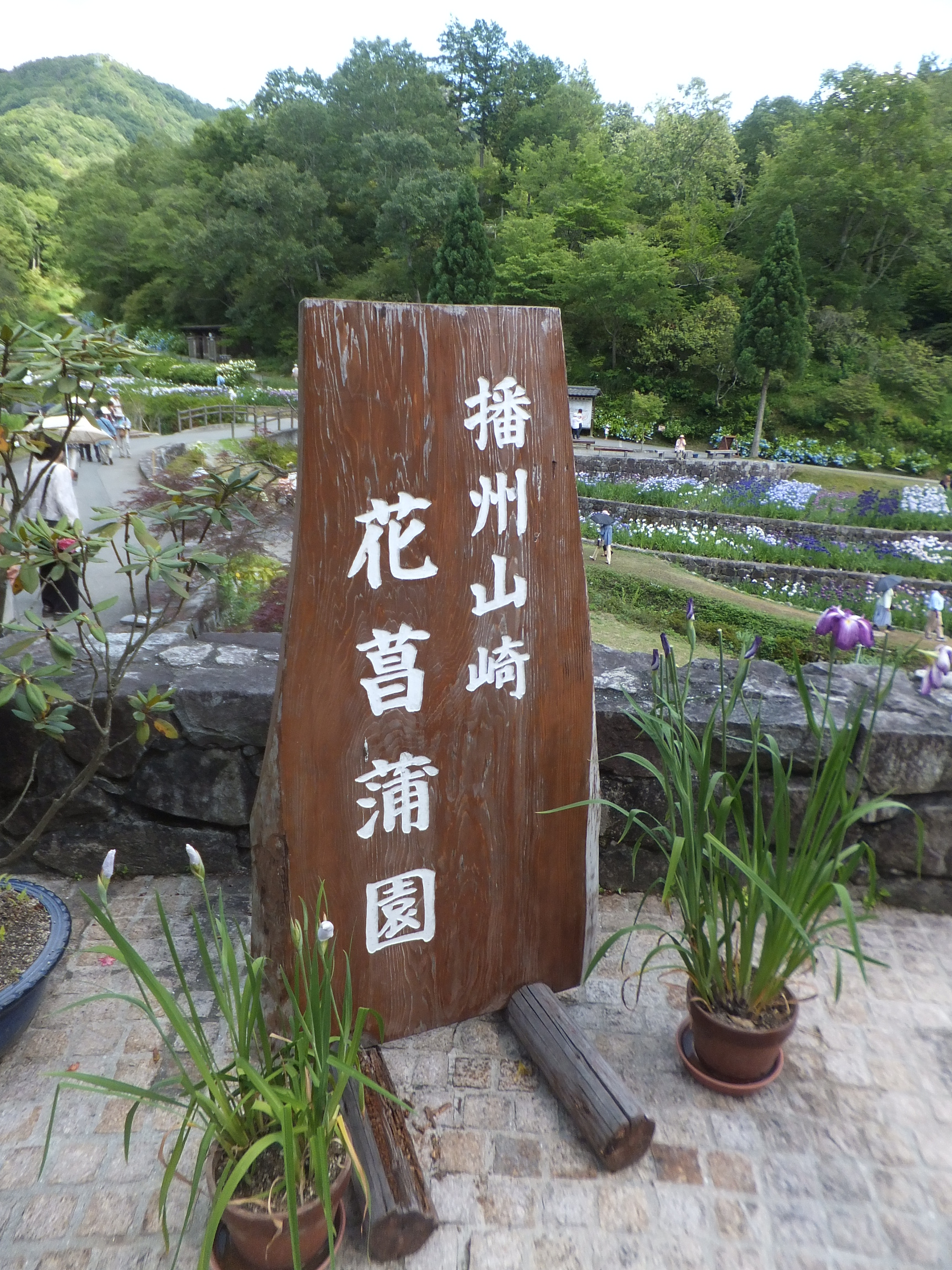
施設であることを知らせる看板

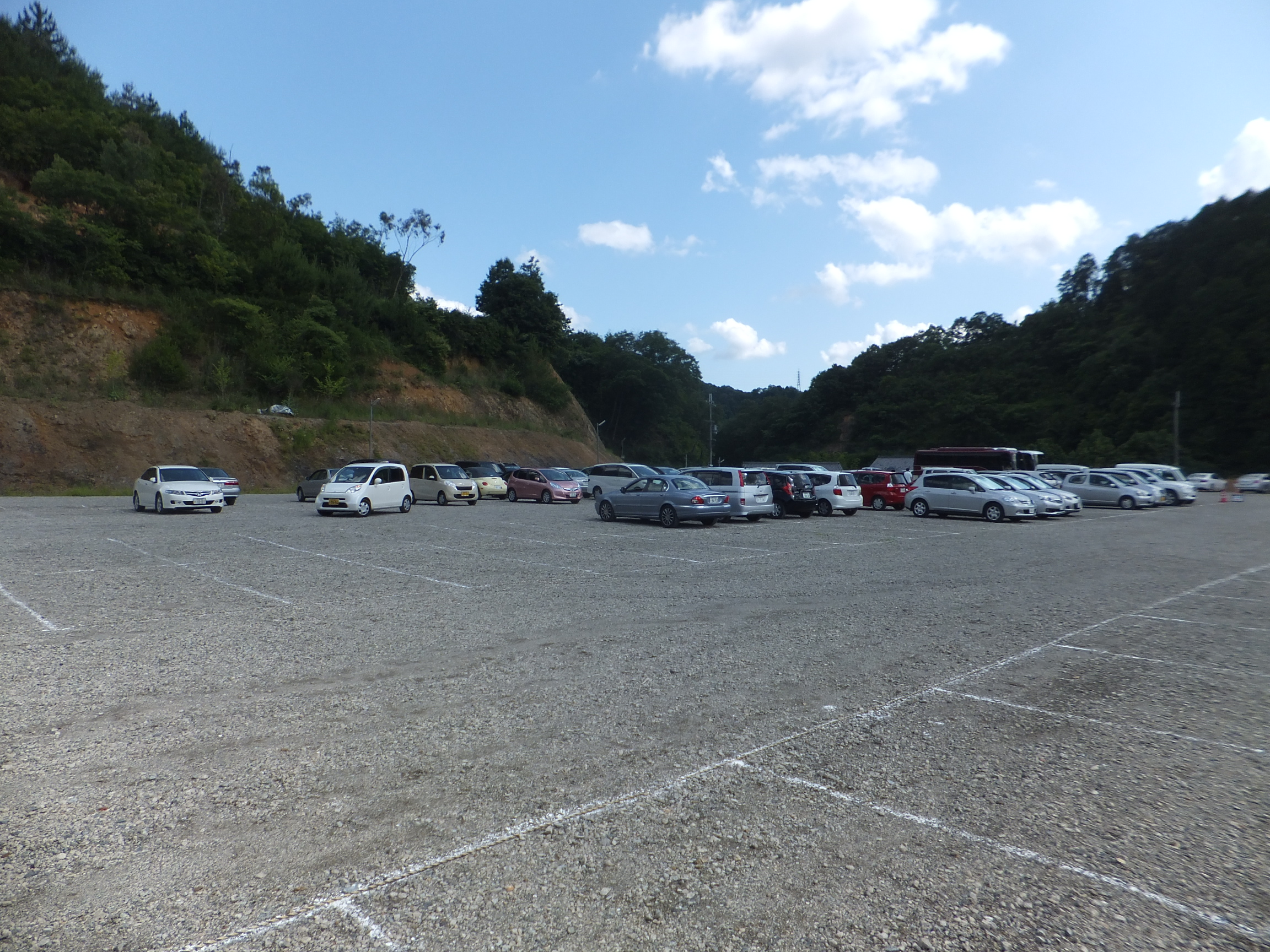
駐車場

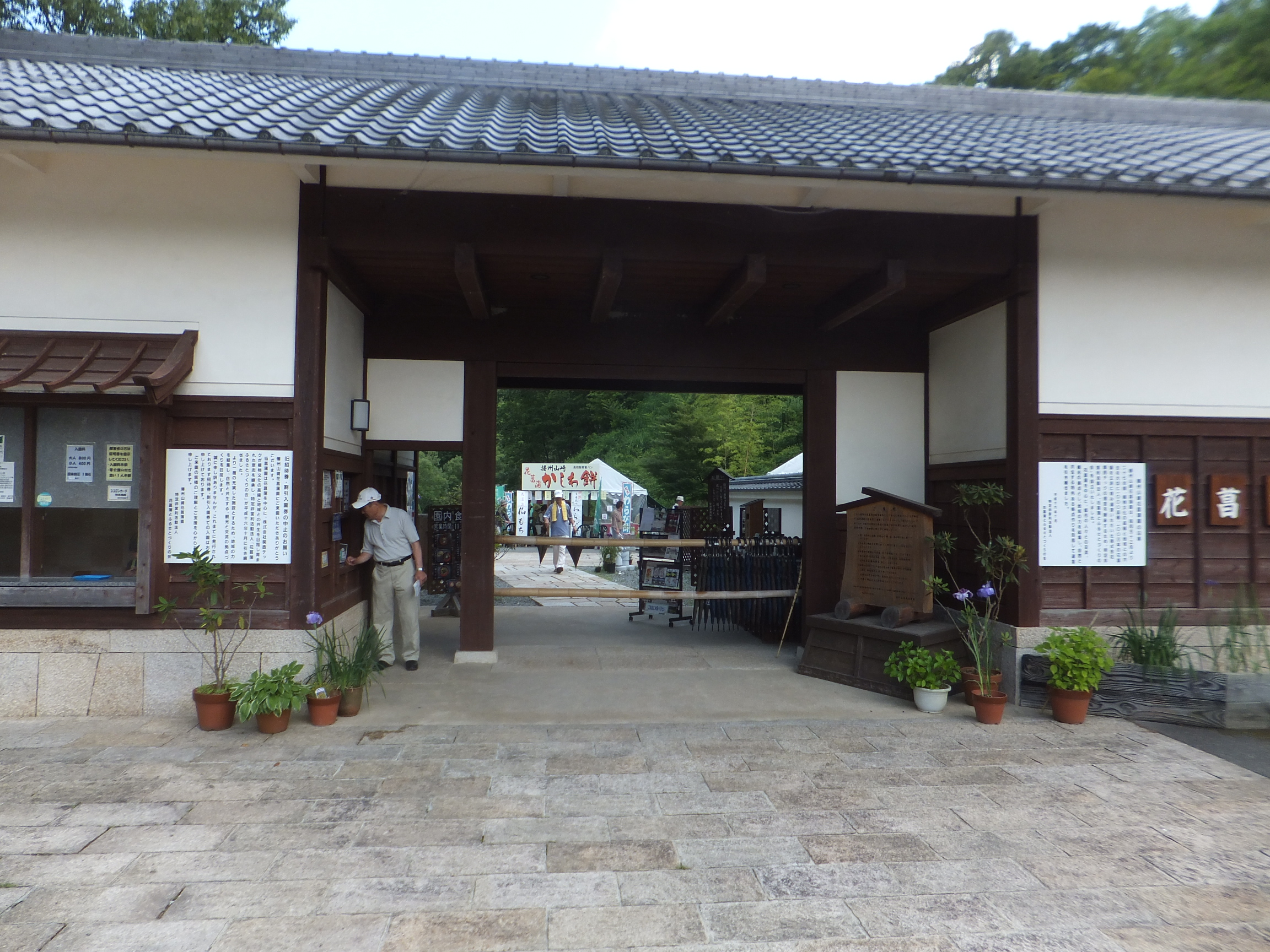
施設入口

- 1979年に開園し、植物文化の普及と地域観光の活性の為に兵庫県宍粟市山崎地区中心部東側の山の麓に位置し、自然の地形を利用した1000本の菖蒲と1200品種の花がある回遊式遊園である[1][3]。2004年9月30日までは関西テック（現:かんでんエンジニアリング）が所有していたが、関連会社の統廃合によって閉園されることになっていたが、合併までの山崎町の要望によって存続されることになり、翌日の2004年10月1日からはNPO法人の花菖蒲とふるさとづくりの会に事業が継承される[2]。ひょうごっ子ココロンカード指定施設である[1]。現在は閉園されている。

## 沿革
- 1979年（昭和54年） - 開園する[2]。
- 2004年（平成16年）9月30日 - 一旦、閉園する[4]。
- 2004年（平成16年）10月1日 - 関西テック（現:かんでんエンジニアリング）からNPO法人の花菖蒲とふるさとづくりの会に事業が継承される[2][4]。
- 2005年（平成17年）4月 - 再開園する[4]。
- 2017年（平成29年） - 休園。翌平成30年も再開されず。
- 休園の後に、閉園された。

## 施設内にある花
- 花菖蒲[1]
- 石楠花[1]

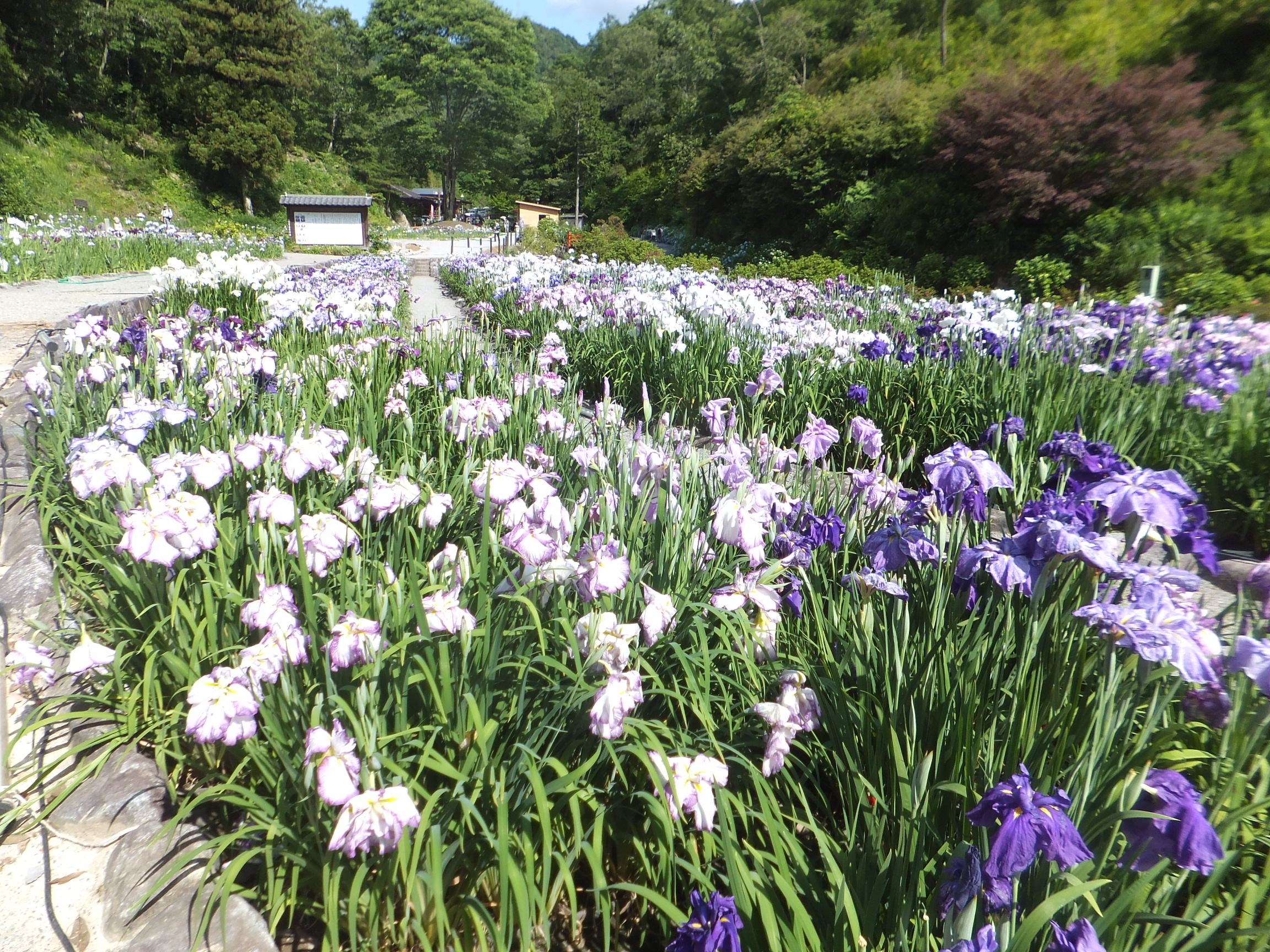
菖蒲
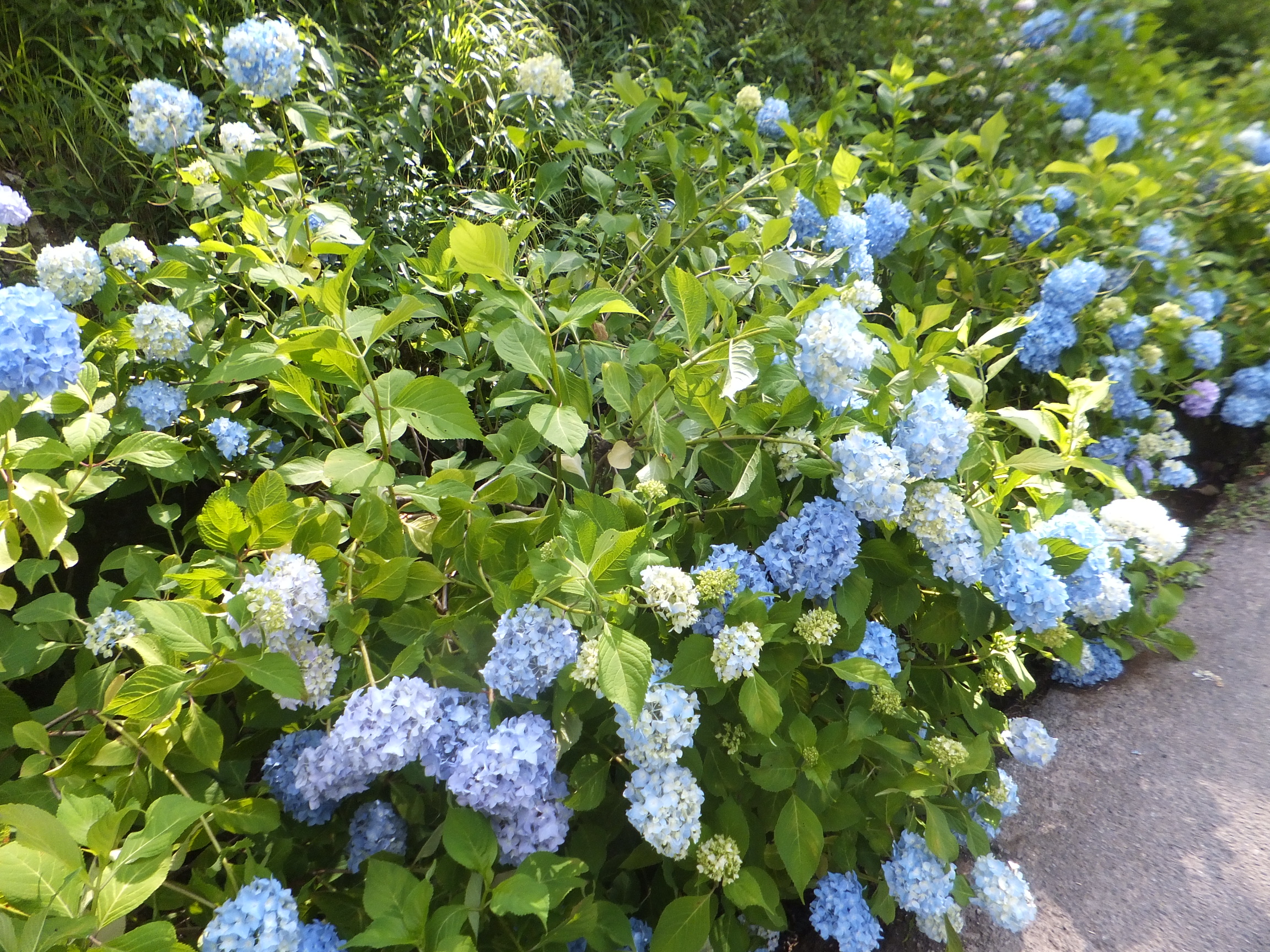
アジサイ
- 西洋水仙[1]
- コバノミツツジ[1]
- 菖蒲[1]

- 菖蒲
- アジサイ

## 営業期間
- 4月の最終土曜日から7月の第一日曜日まで[1][3]
- 休園の後に閉園となり、営業しておりません。

## アクセス

### 公共交通機関
- 山崎バスターミナルが最寄[1]。